# Schmid (Rennwagen)
Schmid war ein französisch-schweizerischer Grand-Prix-Rennwagen der 1920er-Jahre.

## Entwicklungs- und Renngeschichte
Der Zürcher Kugellagerhersteller Schmid-Roost, Oerlikon (SRO Roulements a Billes) hatte 1916 im französischen Annecy eine Fertigungsniederlassung gegründet, aus der schließlich das heutige Unternehmen NTN-SNR Roulements entstanden ist. Als Leiter des Zweigwerks entwickelte der Sohn des Firmengründers Ernest Schmid dort nach dem Ersten Weltkrieg einen ventillosen Sechszylinder-Schiebermotor, der von 1922 bis 1927 vom Automobilhersteller Peugeot für die eigene Produktionslinie in Lizenz gefertigt wurde.
Um die Bekanntheit seiner Produkte weiter zu steigern, beschloss Schmid, sich 1924 an Automobilrennen zu beteiligen. Hierfür entwickelte er der Internationalen Grand-Prix-Formel entsprechend einen ebenfalls ventillosen 2-Liter-Sechszylindermotor, von dem zwei Exemplare in ältere Rolland-Pilain-A22-Chassis aus der Grand-Prix-Saison 1922 eingebaut wurden. Als Piloten wurden Jules Goux und Giulio Foresti verpflichtet, die in der Saison 1924 die Großen Preise von Frankreich und Italien sowie den Gran Premio de San Sebastián bestritten. Gegenüber den mit Kompressormotoren ausgestatteten Alfa Romeo P2 war Schmids Konstruktion jedoch chancenlos. Das beste Ergebnis waren die Plätze fünf und sechs beim italienischen Grand Prix, während die beiden anderen Rennen jeweils mit Komplettausfällen des Teams endeten.